# 台湾马桑
台湾马桑（学名：Coriaria intermedia）为马桑科马桑属的植物。分布于台湾、菲律宾等地，生长于海拔2,500米的地区，多生于灌丛中以及疏林中，目前尚未由人工引种栽培。
其种加词“intermedia”意为“中间的”。
现接受名为日本马桑中间亚种（Coriaria japonica subsp. intermedia (Matsum.) T.C.Huang, 1992）。